# ماریس شیلد
ماریس شیلد (انگلیسی: Marlies Schild؛ زادهٔ ۳۱ مهٔ ۱۹۸۱) اسکی‌باز آلپاین، و اسکی‌باز صحرانوردی اهل اتریش است. مارلیس شیلد در تاریخ ۳۱ مه ۱۹۸۱ در شهر اینسبروک اتریش به دنیا آمد. شیلد به عنوان یکی از بهترین اسکی‌بازان زن تاریخ، در مسابقات بسیاری شرکت کرده است و به دلیل موفقیت‌های بسیارش، مشهور شده است. او ۳ بار قهرمان جهان و ۳ بار قهرمان المپیک شده است. همچنین، در طول حرفه‌ خود، ۳۷ بار در مسابقات جام جهانی اسکی‌بازی رتبه‌ اول را کسب کرده است. شیلد در سال ۲۰۱۴ از حرفه‌ اسکی‌بازی بازنشسته شد.